# 向阳柯
向阳柯（学名：Lithocarpus apricus）是壳斗科柯属的植物，为中国的特有植物。分布于中国大陆的云南等地，生长于海拔2,500米的地区，常生于较干燥的坡地，目前尚未由人工引种栽培。